# Manchikoppa, Shikarpur
Manchikoppa là một làng thuộc tehsil Shikarpur, huyện Shimoga, bang Karnataka, Ấn Độ.